# Csabrendek
Csabrendek es un pueblo ubicado en el distrito de Sümeg, en el condado de Veszprém, Hungría.

## Superficie
Posee una superficie de 44,93 kilómetros cuadrados.

## Demografía
Hasta 2019 la población era de 2988 habitantes, con una densidad de población de 66,50 habitantes por kilómetro cuadrado.